# العود (ذي السفال)

تعديل مصدري - تعديل

العود محلة تابعة لقرية الوادي، التابعة لعزلة الصفة بمديرية ذي السفال إحدى مديريات محافظة إب في الجمهورية اليمنية، بلغ تعداد سكانها 95 حسب تعداد اليمن لعام 2004.